# Arnold F. Holleman

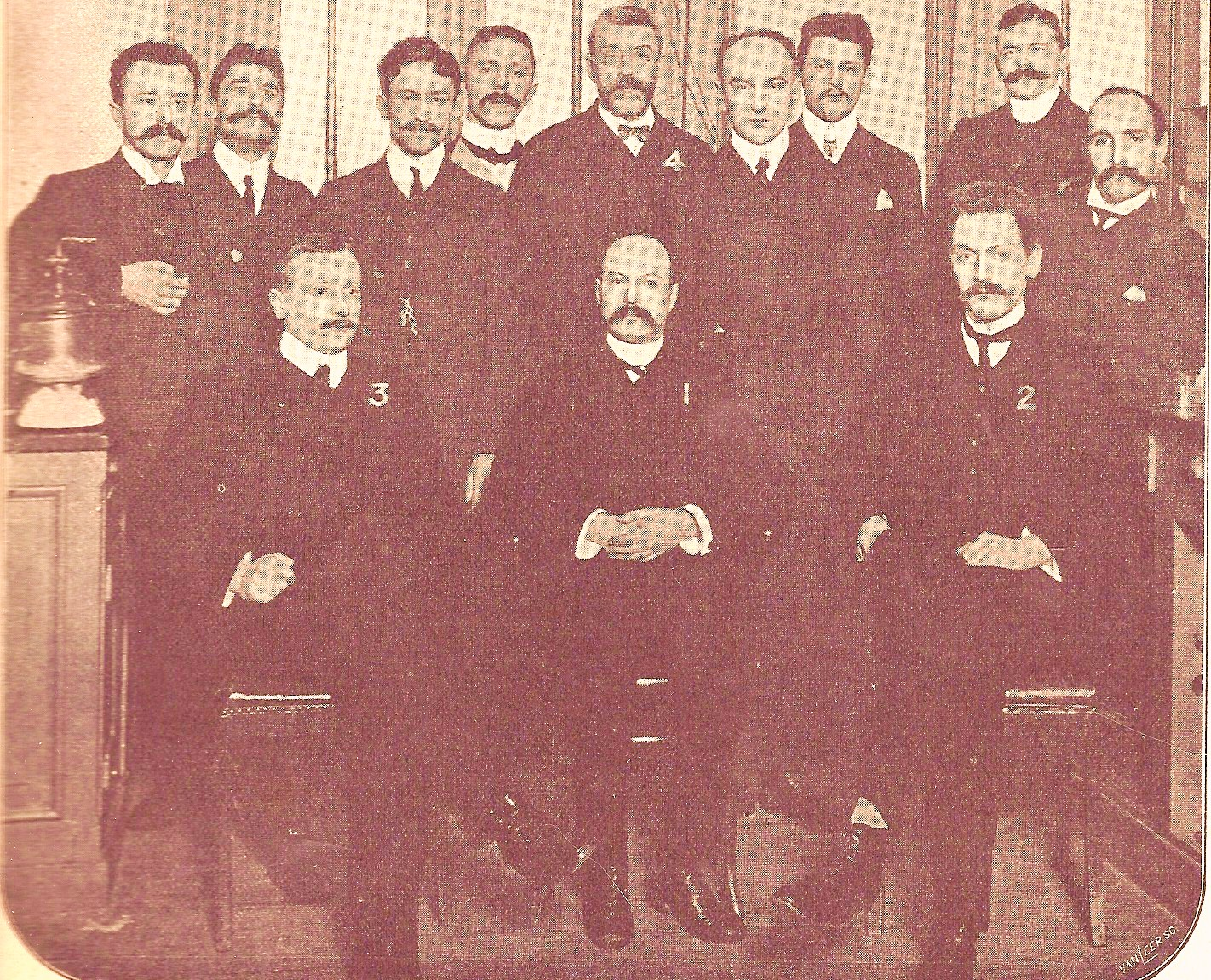
Professor A. F. Holleman, umringt von seinen Assistenten.

Arnold Frederik Holleman (* 28. August 1859 in Oisterwijk; † 11. August 1953 in Bloemendaal) war ein niederländischer Chemiker und Professor für Chemie in Groningen und Amsterdam.

## Leben
Holleman, dessen Vater eine Fabrik für Färberkrapp-Pigmente hatte, studierte Chemie in Leiden, Heidelberg und München, wurde 1887 bei Antoine Paul Nicolas Franchimont in Leiden promoviert (Dissertation Onderzoekingen over het zoogenaamde B-nitrocymol) und wurde 1887 Assistent von Jacobus Henricus van ’t Hoff in Amsterdam. 1889 wurde er Direktor des Landwirtschaftlichen Labors in Groningen und 1893 Professor für Chemie an der Universität Groningen. 1905 wurde er Professor für Organische Chemie an der Universität Amsterdam. 1924 ging er als Hochschullehrer in den Ruhestand, blieb aber wissenschaftlich aktiv.

## Arbeitsgebiete
Arnold F. Hollemans Arbeitsgebiete waren Strukturaufklärungen, speziell die der Knallsäure und Fulminate, Substitutionsreaktionen, speziell an Benzol, sowie Arbeiten über künstliche Düngung.
Holleman war der Gründungsautor des Lehrbuches „Holleman-Wiberg: Lehrbuch der Anorganischen Chemie“, das später von Egon Wiberg und nach dessen Tod von seinem Sohn Nils Wiberg weitergeführt wurde. Der Holleman-Wiberg ist seit Jahrzehnten ein Standardwerk der deutschen chemischen Lehrbuchliteratur und hat über einhundert Auflagen erfahren. Im Jahr 2016 erschien die 103. Auflage. Es wurde auch in viele andere Sprachen übersetzt. Die erste niederländische Ausgabe erschien 1898 (Leerboek der anorganische chemie, Groningen: Wolters). Neben seinem Lehrbuch der Anorganischen Chemie war auch sein Lehrbuch der Organischen Chemie (das zuerst 1896 in Niederländisch erschien als Leerboek der organische chemie (Groningen: Wolters) und in 17. Auflage 1955 in der Bearbeitung von Johan Pieter Wibaut) verbreitet.

## Ehrungen und Mitgliedschaften
Er war korrespondierendes Mitglied der Académie des sciences und Mitglied der Königlich Niederländischen Akademie der Wissenschaften (1903), deren Abteilung Naturwissenschaft er 1919 bis 1926 vorstand. Holleman war unter anderem Ehrendoktor von St. Andrews und Leeds. 1925 wurde er Ehrenmitglied der Niederländischen Chemischen Vereinigung (Nederlandse Chemische Vereniging). Er war Vorsitzender der internationalen Kommission für organisch-chemische Nomenklatur. 1928 bis 1939 war Holleman Sekretär der Hollandsche Maatschappij der Wetenschappen. Er war Ehrenmitglied der Royal Society of Edinburgh und der spanischen chemischen Gesellschaft und erhielt die Nicolas Leblanc Medaille der französischen chemischen Gesellschaft.

## Holleman-Preis
Nach ihm ist der Holleman-Preis (Hollemanprijs) der Königlich Niederländischen Akademie der Wissenschaften benannt. Preisträger waren:
- 1959 Josef Ferdinand Arens
- 1964 Herman J. den Hertog
- 1969 Gerrit J. M. van der Kerk
- 1974 Thieme Jan de Boer
- 1979 Menno de Groot (M. S. de Groot)
- 1984 Robert Kaptein (* 1941)
- 1989 Anthony J. Pennings
- 1994 W. Nico Speckamp (Universität Amsterdam)
- 2000 Binne Zwanenburg
- 2005 Piet van Leeuwen

## Veröffentlichungen
- Twee richtingen der scheikunde met elkander vergleken, inaugurele oratie (Antrittsvorlesung) an der Rijksuniversiteit Groningen, 1893, verlegt bei J.B. Wolters, Groningen[3]
- Leerboek der organische chemie, J.B. Wolters, Groningen 1896, deutsch ab 1898 als Lehrbuch der organischen Chemie für Studierende an Universitäten und technischen Hochschulen (6. Auflage 1908 online; 24., durchgesehene Auflage. Walter de Gruyter & Co., Berlin 1943). 41 Auflagen bis 1961 (ISBN 978-3-11-000679-7), ab der 19. Auflage 1930 von Friedrich Richter ((1896–1961) bearbeitet
- Leerboek der anorganische chemie, J.B. Wolters, Groningen 1898, spätere Ausgaben bearbeitet von E. H. Büchner und E. H. Wiebenga
  - Lehrbuch der anorganischen Chemie, 1900, in Zusammenarbeit mit und herausgegeben von Wilhelm Manchot, Verlag von Veit & Co., Leipzig, seit der 21. Auflage 1936 bearbeitet u. a. von Ernst Hendrik Buchner, Egon Wiberg, 47.–56. Ausgabe Berlin 1960, 103. Ausgabe 2016 in zwei Bänden, Band 1 Grundlagen und Hauptgruppenelemente und Band 2 Nebengruppenelemente, Lanthanoide, Actinoide, Transactinoide, als Set ISBN 978-3-11-051854-2
- Die direkte Einführung von Substituenten in den Benzolkern. Beitrag zur Lösung des Substitutionsproblems in aromatischen Verbindungen, Leipzig: Veit & Comp., 1910
- mit Leonhard Schuler: Einfache Versuche auf dem Gebiete der organischen Chemie : Eine Anleitung für Studierende, Lehrer an höheren Schulen und Seminaren sowie zum Selbstunterricht. 9., durchgesehene und erweiterte Auflage von Leonhard Schuler. De Gruyter, Berlin 1965.